# Richard Hall (football)
Pour les articles homonymes, voir Richard Hall et Hall.
Richard Anthony Hall, couramment appelé Richard Hall, est un footballeur puis entraîneur anglais, né le 14 mars 1972 à Ipswich, Angleterre. Évoluant au poste de défenseur, il est principalement connu pour ses saisons à Southampton et pour avoir été sélectionné en Angleterre espoirs.

## Biographie

### Carrière de joueur
Natif d'Ipswich, il est formé dans les équipes de jeune du club local mais n'arrive pas à percer. Il rejoint alors le centre de formation de Scunthorpe United où il devient professionnel. Il y joue 31 matches (dont 22 en championnat) pour 3 buts inscrits avant de signer pour Southampton le 13 février 1991, recruté pour 200 000£.
Il joue son premier match pour les Saints le 11 mai 1991 pour le dernier match de la saison 1990-1991, en remplaçant Neil Ruddock pour un match nul 1-1 contre Wimbledon à domicile. En cinq saisons au club, il comptabilise 128 matches de championnat et 29 matches de coupe pour respectivement 12 et 4 buts inscrits. 
Il est engagé par West Ham United et Harry Redknapp pendant l'été 1996 pour 1 400 000£. Malheureusement, pendant le stage de préparation, une blessure l'empêche de commencer la saison 1996-1997, ne jouant son premier match pour les Hammers que le 9 avril 1997, pour un match nul 0-0 contre Middlesbrough au Boleyn Ground. Il effectue six autres apparitions jusqu'à la fin de la saison, mais de nouvelles blessures l'empêchent de retrouver les terrains pendant les deux saisons suivantes.
Sa toute dernière apparition pour les Hammers, ainsi que son tout dernier match en professionnel, a lieu en remplaçant Tim Breacker (en), le 13 janvier 1999, pour une défaite 0-1 contre Swansea City en FA Cup. Il prend la décision de raccrocher ses crampons en avril 1999, à l'âge de 27 ans.

### Carrière internationale
Richard Hall connaît 11 sélections en Angleterre espoirs pour 2 buts marqués, en 1992-1993 alors qu'il évoluait à Southampton.
Sa première sélection date du 12 mai 1992 pour un match nul 2-2 à Vác contre la Hongrie, en remplacement d'Andy Cole. Sa première titularisation dans l'équipe de Lawrie McMenemy (en) date du 28 mai 1992, lors du tournoi de Toulon pour un match nul contre la France.
Il inscrit son premier but le 16 février 1993 pour sa troisième sélection, pour une victoire 6-0 contre Saint-Marin à Kenilworth Road lors des qualifications de l'Euro espoirs 1994.
Son deuxième et dernier but est inscrit le 28 mai 1993, pour une victoire 4-1 contre la Pologne. Il remporte le tournoi de Toulon 1993 après des victoires contre l'Écosse 1-0 en demi-finale puis 1-0 contre la France en finale.

### Carrière d'entraîneur
Après sa retraite comme joueur, il rejoint le club de sa ville natale, Ipswich Town en 2001 en intégrant l'équipe technique. Il est nommé à un poste de préparateur pour l'équipe première en 2006. En 2009, il rejoint Colchester United où il s'occupe des équipes de jeunes.
Le 1er septembre 2014, il est nommé entraîneur-adjoint, sous la direction de Tony Humes (en). À la suite du départ de celui-ci, il est nommé entraîneur par intérim l'équipe le 26 novembre 2015, en compagnie de John McGreal (en). Néanmoins, après un seul match, une défaite 1-5 contre Burton Albion, le duo est remplacé par Wayne Brown (en).